# Pseudospiropes malayensis
Pseudospiropes malayensis är en svampart som beskrevs av K. Matsush. & Matsush. 1996. Pseudospiropes malayensis ingår i släktet Pseudospiropes och familjen Helotiaceae.   Inga underarter finns listade i Catalogue of Life.